# Dance, Girl, Dance

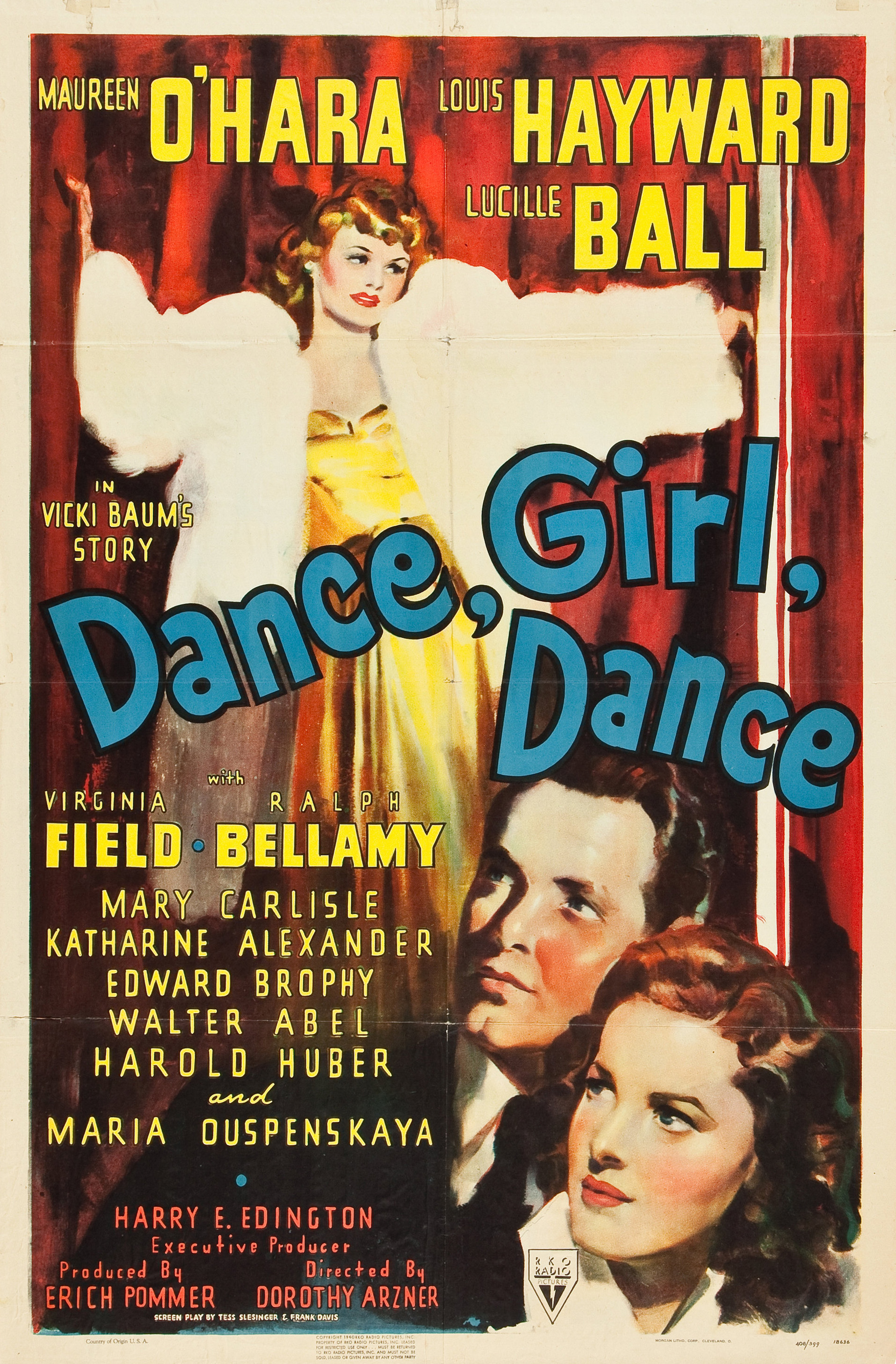
Affiche van de film Dance, Girl, Dance

Dance, Girl, Dance is een Amerikaanse dramafilm uit 1940 onder regie van Dorothy Arzner.

## Verhaal
Judy O'Brien is een beginnende balletdanseres. Haar lerares Lydia Basilova wordt aangereden door een vrachtauto, voordat Judy haar heeft kunnen overtuigen van haar talent. Ze krijgt een bijrolletje in de revue van danseres Bubbles.

## Rolverdeling
| Acteur              | Personage            |
| ------------------- | -------------------- |
| Maureen O'Hara      | Judy O'Brien         |
| Louis Hayward       | Jimmy Harris         |
| Lucille Ball        | Bubbles              |
| Virginia Field      | Elinor Harris        |
| Ralph Bellamy       | Steve Adams          |
| Maria Ouspenskaya   | Lydia Basilova       |
| Mary Carlisle       | Sally                |
| Katharine Alexander | Juffrouw Olmstead    |
| Edward Brophy       | Dwarfie Humblewinger |
| Walter Abel         | Rechter              |
| Harold Huber        | Man uit Hoboken      |
| Ernest Truex        | Wethouder            |
| Chester Clute       | Wethouder            |
| Lorraine Krueger    | Dolly                |
| Lola Jensen         | Daisy                |
| Emma Dunn           | Mevrouw Simpson      |
| Sidney Blackmer     | Gelaarsde kat        |
| Vivien Fay          | Ballerina            |
| Ludwig Stössel      | Caesar               |
| Ernő Verebes        | Fitch                |